# Angina de Prinzmetal
La angina de Prinzmetal o angina variante de Prinzmetal es un trastorno cardíaco caracterizado por una angina (dolor de pecho) causada por el estrechamiento transitorio de una arteria coronaria causada por la contracción del músculo liso de su pared. Ocurre característicamente de madrugada y no necesariamente asociada al esfuerzo. Fue descrita en 1959 por el cardiólogo estadounidense Myron Prinzmetal (1908-1987).

## Epidemiología
Este trastorno ocurre en aproximadamente 2 % de los pacientes con Angina de pecho con una prevalencia mayor en las mujeres que en los hombres (5:1) de edades de 40-50 años. El fumar cigarrillos, el alcohol y la cocaína son los factores de riesgo más importantes.

## Causas
Es un tipo de oclusión arterial que no está relacionada con la aterosclerosis. Está asociado a espasmos de la musculatura que envuelve a la arteria coronaria, una arteria que irriga al corazón, haciendo que esta se ocluya, disminuyendo o deteniendo temporalmente el flujo sanguíneo que nutre al corazón.

## Síntomas
Los síntomas por lo general ocurren entre medianoche y 8 a. m., en reposo, y no con el esfuerzo, a diferencia de la angina típica. Si existe aterosclerosis concomitante, es por lo general leve o al menos no en proporción al grado de los síntomas.

## Diagnóstico
El examen más común es la angiografía coronaria, inyectando agentes químicos (ergonovina, metilergonovina o acetilcolina) a la arteria coronaria que provoquen un espasmo. La aparición de espasmos exagerados confirman el diagnóstico del síndrome de Prinzmetal. 
Con frecuencia se observan cambios específicos en el ECG, por ejemplo, un desnivel del segmento ST (elevado más frecuente que invertido). Algunas de las enzimas cardíacas como la Creatina quinasa y la troponina I pueden estar elevadas, si la isquemia causa daño al miocardio. Ocasionamente se hacen otros exámenes como un ecocardiograma.

## Tratamiento
El diagnóstico y tratamiento tempranos previenen eventos más graves, como un infarto e incluso la muerte súbita. La angina de Prinzmetal típicamente responde a los nitratos y bloqueadores de los canales de calcio. Están contraindicados los betabloqueantes, porque pueden inducir vasoespasmo.